# Шекеринці
Шеке́ринці — село в Україні, у Плужненській сільській громаді Шепетівського району Хмельницької області. Населення становить 694 особи (2001), в 2011 році — 638 осіб.

## Географія
На північ від села розташований Шекеринецький гідрологічний заказник.

## Історія
Спершу село належало до роду Острозьких, згодом — Конецпольських, а у XVIII столітті — Яблоновських. Після смерті Станіслава Яна Яблоновського село успадкував його син Ян Станіслав Яблоновський, а від нього — його син Станіслав Вінцентій Яблоновський. Єдиний син Станіслава Вінцентія, Антоній Барнаба Яблоновський, став наступним власником села. Останнім Яблоновським, котрий володів Шекеринцями, був Максиміліан Яблоновський. Проте самі Яблоновські не перебували в Шекеринцях. Антоній Барнаба у 1792 році передав село у пожиттєву оренду своєму пленіпотентові (тобто уповноваженому у майнових справах), Антонієві Брезі, а згодом і його дружині Анні (дошлюбне прізвище Чарнецька). Орендна плата становила 6500 злотих на рік. Максиміліан зменшив орендну плату на півтори тисячі злотих, а у 1804 році розширив орендні права на Юзефа Брезу (старшого сина Антонія та Анни). Зрештою 1843 року Максиміліан Яблоновський за 31 тисячу срібних рублів продав Шекеринці Іполітові Брезі (1806—1882), братові Юзефа.
У 1870 році родині Брезів належало 1310 десятин землі в Шекеринцях, понад 554 десятини землі в селі Хоросток, а також ліс Кураж (понад 32 десятини). У 1890 році в Шекеринцях їм належало 1012 десятин ріллі та 345 десятин лісу. Ще 709 гектарів ріллі вони мали в Хоростку. Брези збудували в селі гуральню. У 1880-х Ахілл Бреза заклав новий фільварок під назвою Горай.
У 1906 році село Секержинці належало до Перерославської волості Острозького повіту Волинської губернії. Відстань від повітового міста 25 верст, від волості 5. Дворів 78, мешканців 855.

## Релігійне життя
Від XVIII століття у Шекеринцях діяла унійна церква, котра під тиском російської влади у 1839 році була змушена перейти на православ'я. Від 1874 року (чи й раніше) тут діяла церковно-парафіяльна школа.
У 1862 році в Шекеринцях мешкали також 73 римо-католики (включно з власниками маєтку в Шекеринцях, родиною Брезів). Вони належали до парафії в Куневі.